# 우현로 (서울)
우현로(Uhyeon-ro)는 서울특별시 강서구 화곡동에 있는 서울특별시도로, 총 연장은 837m이다. 도로의 명칭이 유래된 것은 우장산을 돌아가는 고갯길이라 하여 부여되었다.

## 역사
- 2010년 6월 30일 : 도로명으로 우현로를 고시

## 주요 경유지
- 강서구
  - 화곡동

## 접촉하는 도로
- 강서로
- 화곡로

## 주요 건물 및 시설
- 우장산파크빌 (우현로 4/화곡동 1162)
- 우장산휴먼빌아파트 (우현로 18/화곡동 1156)
- 우장산에스케이뷰 (우현로 26/화곡동 1158)
- 좋은교회 (우현로 32/화곡동 79)
- 우장산동주민센터 (우현로 34/화곡동 1159-4)
- 우장산힐스테이트 (우현로 67/화곡동 1165)